# العلاقات الليتوانية المصرية
العلاقات الليتوانية المصرية هي العلاقات الثنائية التي تجمع بين ليتوانيا ومصر.

## مقارنة بين البلدين
هذه مقارنة عامة ومرجعية للدولتين:
| وجه المقارنة                                              | ليتوانيا                                                    | مصر           |
| --------------------------------------------------------- | ----------------------------------------------------------- | ------------- |
| المساحة (كم2)                                             | 65.30 ألف                                                   | 1.01 مليون    |
| عدد السكان (نسمة)                                         | 2.79 مليون                                                  | 94.80 مليون   |
| الكثافة السكانية (ن./كم²)                                 | 42.73                                                       | 93.86         |
| العاصمة                                                   | فيلنيوس، كاوناس                                             | القاهرة       |
| اللغة الرسمية                                             | اللغة الليتوانية                                            | اللغة العربية |
| العملة                                                    | ليتاس ليتواني، يورو                                         | جنيه مصري     |
| الناتج المحلي الإجمالي (بليون دولار)                      | 47.17 مليار                                                 | 235.37 مليار  |
| الناتج المحلي الإجمالي (تعادل القوة الشرائية) بليون دولار | 84.06 مليار                                                 | 998.67 مليار  |
| الناتج المحلي الإجمالي الاسمي للفرد دولار أمريكي          | 14.15 ألف                                                   | 3.61 ألف      |
| الناتج المحلي الإجمالي للفرد دولار أمريكي                 | 27.69 ألف                                                   |               |
| مؤشر التنمية البشرية                                      | 0.839                                                       | 0.690         |
| رمز المكالمات الدولي                                      | +370                                                        | +20           |
| رمز الإنترنت                                              | .lt                                                         | .eg، .مصر     |
| المنطقة الزمنية                                           | ت ع م+02:00، ت ع م+03:00، أوروبا/فيلنيوس ‏، توقيت شرق أوروبا | ت ع م+02:00   |

## منظمات دولية مشتركة
يشترك البلدان في عضوية مجموعة من المنظمات الدولية، منها:
| علم المنظمة | اسم المنظمة                               | تاريخ انضمام ليتوانيا | تاريخ انضمام مصر |
| ----------- | ----------------------------------------- | --------------------- | ---------------- |
|             | البنك الدولي للإنشاء والتعمير             | 6 يوليو 1992          | 27 ديسمبر 1945   |
|             | منظمة التجارة العالمية                    | ?                     | 30 يونيو 1995    |
|             | المركز الدولي لتسوية المنازعات الاستشارية | 5 أغسطس 1992          | 2 يونيو 1972     |
|             | الأمم المتحدة                             | 17 سبتمبر 1991        | 24 أكتوبر 1945   |
|             | منظمة الشرطة الجنائية الدولية             | ?                     | 7 سبتمبر 1923    |
|             | وكالة ضمان الاستثمار متعدد الأطراف        | 8 يونيو 1993          | 12 أبريل 1988    |
|             | يونسكو                                    | 7 أكتوبر 1991         | 22 يناير 1947    |
|             | مؤسسة التنمية الدولية                     | 23 سبتمبر 2011        | 26 أكتوبر 1960   |
|             | مؤسسة التمويل الدولية                     | 15 يناير 1993         | 20 يوليو 1956    |
|             | الاتحاد البريدي العالمي                   | ?                     | ?                |
|             | الاتحاد الدولي للاتصالات                  | 1 يوليو 1923          | 9 ديسمبر 1876    |

## وصلات خارجية
- موقع وزارة الخارجية الليتوانية
- موقع وزارة الخارجية المصرية